# Ed Harris
Edward Allen "Ed" Harris (Englewood, New Jersey, 1950. november 28. –) kétszeres Golden Globe-díjas amerikai színész.

## Élete

### Fiatalkora
Harris a New Jersey állambeli Tenaflyban született. Anyja, Margaret utazási ügynök, apja Robert L. Harris, aki a Fred Waring kórus énekese volt, illetve a Chicagói Művészeti Intézet könyvesboltjának alkalmazottja. Két testvére van, bátyját Robertnek, öccsét Spencernek hívják. Harris középosztálybeli presbiteriánus családban nevelkedett. 1969-ben végezte el a Tenafly középiskolát, ahol végzős évében csapatkapitányként játszott a futballcsapatban. Iskoláséveiben kiemelkedő atléta volt, versenyzett a Columbia Egyetem 1969-es tornáján.
Két évvel később családja Oklahomába költözött, ahová ő is követte őket, miután felfedezte érdeklődését a színészet iránt különböző színházi darabokban szerzett élményeinek köszönhetően. Beiratkozott az Oklahomai Egyetemre, hogy drámát tanuljon. A helyi színház több sikeres szerepét követően Harris Los Angelesbe költözött, ahol a Kaliforniai Művészetek Intézményének diákja lett.

### Pályafutása
Harris első jelentős szerepét a Határsáv című filmben kapta Charles Bronson oldalán. A többszörös Oscar-díjas, 1983-as Az igazak ismertté tette a nevét; a filmben John Glenn asztronautát alakította. Tizenkét évvel később újabb űrutazásos produkcióban volt látható. A NASA földi irányítójának szerepe az Apolló 13-ban meghozta számára első Oscar-jelölését a legjobb mellékszereplő színész kategóriában. A díj közelébe a továbbiakban a Truman Show (1998), a Pollock (2000) és Az órák (2002) című filmekkel került. Karrierje során számos filmben tűnt fel, változatos, de többnyire mellékszerepekben.
2000-ben rendezőként is kipróbálta magát: Jackson Pollock élete alapján forgatott filmet, melyben a produceri teendők ellátása mellett a főszerepet is maga játszotta. Szerepformálásáért harmadízben jelölte az Akadémia. 2007-ben feltűnt Ben Affleck Hideg nyomon című rendezői debütálásában és A nemzet aranya: Titkok könyve című sikerfilmben, 2008-ban pedig újból rendezésre adta a fejét: a Robert B. Parker regénye alapján készült Appaloosa – A törvényen kívüli város című filmnek forgatókönyvírója, producere, szereplője és dalszerzője is egyben.
A mozi mellett Harris feltűnt televíziós produkciókban is: A múlt fogságában főszerepéért Golden Globe- és Primetime Emmy-jelölést kapott. A színpadot sem hagyta maga mögött. Aktívan játszik, Neil LaBute Wreck című színdarabjának főszerepéért számos díjban részesült. A 2006-os San Franciscói Nemzetközi Filmfesztiválon Peter J. Owens Awarddal tüntették ki, amivel azon színészeket illetik, akiknek munkája nagyszerűséget, függetlenséget és becsületességet példáz.

## Magánélete
Harris 1983-ban vette feleségül Amy Madigan színésznőt. Egy lányuk született, Lily.

## Filmográfia

### Film

#### Rendező, író és producer
| Év   | Magyar cím                           | Eredeti cím | Feladatkör | Feladatkör | Feladatkör |
| Év   | Magyar cím                           | Eredeti cím | Rendező    | Író        | Producer   |
| ---- | ------------------------------------ | ----------- | ---------- | ---------- | ---------- |
| 2000 | Pollock                              | Pollock     | Igen       | Nem        | Igen       |
| 2008 | Appaloosa – A törvényen kívüli város | Appaloosa   | Igen       | Igen       | Igen       |

#### Színész
| Év   | Magyar cím                           | Eredeti cím                        | Szerep                     | Magyar hang          |
| ---- | ------------------------------------ | ---------------------------------- | -------------------------- | -------------------- |
| 1978 | Kóma                                 | Coma                               | rezidens patológus         | Somogyvári Pál       |
| 1980 | Határsáv                             | Borderline                         | Hotchkiss                  | Vogt Károly          |
| 1980 | Határsáv                             | Borderline                         | Hotchkiss                  | Kálloy Molnár Péter  |
| 1981 |                                      | Dream On!                          | ismeretlen szerep          |                      |
| 1981 | Motorlovagok                         | Knightriders                       | Billy                      | Kőszegi Ákos         |
| 1982 | Creepshow – A rémmesék könyve        | Creepshow                          | Hank Blaine                | Rékasi Károly        |
| 1983 | Az igazak                            | The Right Stuff                    | John Glenn                 | Varga T. József      |
| 1983 | Tűzvonalban                          | Under Fire                         | Oates                      | Lőte Attila          |
| 1983 | Tűzvonalban                          | Under Fire                         | Oates                      | Vári Attila          |
| 1984 | Második műszak                       | Swing Shift                        | Jack Walsh                 | Czvetkó Sándor       |
| 1984 | Hely a szívemben                     | Places in the Heart                | Wayne Lomax                | Stohl András         |
| 1985 | Az Overlord hadművelet               | Code Name: Emerald                 | Gus Lang                   | Dörner György        |
| 1985 | Az Overlord hadművelet               | Code Name: Emerald                 | Gus Lang                   | Szakácsi Sándor      |
| 1985 | Alamo Bay                            | Alamo Bay                          | Shang Pierce               | Kőszegi Ákos         |
| 1985 | Édes álmok                           | Sweet Dreams                       | Charlie Dick               | Rékasi Károly        |
| 1987 | Walker, a felszabadító               | Walker                             | William Walker             | Epres Attila         |
| 1988 | Megölni egy papot                    | To Kill a Priest                   | Stefan rendőrszázados      | Dörner György        |
| 1988 | Megölni egy papot                    | To Kill a Priest                   | Stefan rendőrszázados      | Rosta Sándor         |
| 1989 | Bicska                               | Jacknife                           | David "Dave" Flannigan     | Szersén Gyula        |
| 1989 | Bicska                               | Jacknife                           | David "Dave" Flannigan     | Harsányi Gábor       |
| 1989 | Bicska                               | Jacknife                           | David "Dave" Flannigan     | Epres Attila         |
| 1989 | A mélység titka                      | The Abyss                          | Virgil "Bud" Brigman       | Gáti Oszkár          |
| 1990 | A pokol konyhája                     | State of Grace                     | Frankie Flannery           | Juhász Jácint        |
| 1990 | A pokol konyhája                     | State of Grace                     | Frankie Flannery           | Kőszegi Ákos         |
| 1991 | Veszettség                           | Paris Trout                        | Harry Seagraves            | Epres Attila         |
| 1992 | Glengarry Glen Ross                  | Glengarry Glen Ross                | Dave Moss                  | Rékasi Károly        |
| 1993 | A cég                                | The Firm                           | Wayne Tarrance             | Vass Gábor           |
| 1993 | Hasznos holmik                       | Needful Things                     | Alan Pangborn seriff       | Szabó Sipos Barnabás |
| 1994 | Dugipénz                             | Milk Money                         | Tom Wheeler                | Uri István           |
| 1994 | Porcelánhold                         | China Moon                         | Kyle Bodine                | Epres Attila         |
| 1995 | Nixon                                | Nixon                              | E. Howard Hunt             | Balázsi Gyula        |
| 1995 | Apolló 13                            | Apollo 13                          | Gene Kranz                 | Rosta Sándor         |
| 1995 | Apolló 13                            | Apollo 13                          | Gene Kranz                 | Epres Attila         |
| 1995 | Egy igaz ügy                         | Just Cause                         | Blair Sullivan             | Háda János           |
| 1996 | Szemet szemért                       | Eye for an Eye                     | Mack McCann                | Blaskó Péter         |
| 1996 | Szemet szemért                       | Eye for an Eye                     | Mack McCann                | Epres Attila         |
| 1996 | A szikla                             | The Rock                           | Francis X. Hummel tábornok | Epres Attila         |
| 1997 | Államérdek                           | Absolute Power                     | Seth Frank nyomozó         | Epres Attila         |
| 1998 | Truman Show                          | The Truman Show                    | Christof                   | Helyey László        |
| 1998 | Édesek és mostohák                   | Stepmom                            | Luke Harrison              | Kőszegi Ákos         |
| 1999 | A harmadik csoda                     | The Third Miracle                  | Frank Shore atya           | Epres Attila         |
| 2000 | Pollock                              | Pollock                            | Jackson Pollock            | Dörner György        |
| 2000 | Zsaroló a zsánerem                   | The Prime Gig                      | Kelly Grant                |                      |
| 2000 | Szerelmem szelleme                   | Waking the Dead                    | Jerry Charmichael          | Versényi László      |
| 2001 | Egy csodálatos elme                  | A Beautiful Mind                   | William Parcher            | Rosta Sándor         |
| 2001 | Buhersereg                           | Buffalo Soldiers                   | Berman ezredes             | Epres Attila         |
| 2001 | Ellenség a kapuknál                  | Enemy at the Gates                 | Erwin König őrnagy         | Rosta Sándor         |
| 2002 | Az órák                              | The Hours                          | Richard Brown              | Rosta Sándor         |
| 2003 | Az utolsó akkord                     | Masked and Anonymous               | Oscar Vogel                | Rosta Sándor         |
| 2003 | Rádió                                | Radio                              | Harold Jones edző          | Epres Attila         |
| 2003 | Szégyenfolt                          | The Human Stain                    | Lester Farley              | Kőszegi Ákos         |
| 2005 | Michigani tél (Téli varázslat)       | Winter Passing                     | Don Holdin                 | Rosta Sándor         |
| 2005 | Erőszakos múlt                       | A History of Violence              | Carl Fogarty               | Epres Attila         |
| 2006 |                                      | Two Tickets to Paradise            | Melville                   |                      |
| 2006 | Beethoven árnyékában                 | Copying Beethoven                  | Ludwig van Beethoven       | Epres Attila         |
| 2007 | Hideg nyomon                         | Gone Baby Gone                     | Remy Bressant nyomozó      | Epres Attila         |
| 2007 | Tiszta vér                           | Cleaner                            | Eddie Lorenzo              | Rosta Sándor         |
| 2007 | A nemzet aranya: Titkok könyve       | National Treasure: Book of Secrets | Mitch Wilkinson            | Epres Attila         |
| 2008 | Hazafutás                            | Touching Home                      | Charlie Winston            | Fazekas István       |
| 2008 | Appaloosa – A törvényen kívüli város | Appaloosa                          | Virgil Cole                | Epres Attila         |
| 2010 |                                      | Once Fallen                        | Liam Ryan                  |                      |
| 2010 | Út a szabadságba                     | The Way Back                       | Mr. Smith                  | Epres Attila         |
| 2010 | Virginia                             | Virginia                           | Dick Tipton seriff         |                      |
| 2011 |                                      | That's What I Am                   | Mr. Steven Simon           |                      |
| 2011 | Isten ments!                         | Salvation Boulevard                | Dr. Peter Blaylock         | Epres Attila         |
| 2012 | Borotvaélen                          | Man on a Ledge                     | David Englander            | Epres Attila         |
| 2013 |                                      | Phantom                            | Dmitri "Demi" Zubov        |                      |
| 2013 | Pain & Gain                          | Pain & Gain                        | Ed Du Bois, III            | Epres Attila         |
| 2013 | Snowpiercer – Túlélők viadala        | Snowpiercer                        | Wilford                    | Epres Attila         |
| 2013 |                                      | Sweetwater                         | Cornelius Jackson seriff   |                      |
| 2013 | A szerelem arca                      | The Face of Love                   | Tom Young                  | Epres Attila         |
| 2013 | A szerelem arca                      | The Face of Love                   | Garret Mathis              | Epres Attila         |
| 2013 | Gravitáció                           | Gravity                            | irányítóközpont (hangja)   | Epres Attila         |
| 2014 | Repcsik: A mentőalakulat             | Planes: Fire & Rescue              | Penge erdőőr (hangja)      | Epres Attila         |
| 2014 |                                      | Frontera                           | Roy McNary                 |                      |
| 2015 |                                      | Cymbeline                          | Cymbeline király           |                      |
| 2015 | Éjszakai hajsza                      | Run All Night                      | Shawn Maguire              | Epres Attila         |
| 2015 | Agydopping naplók                    | The Adderall Diaries               | Neil Elliott               | Epres Attila         |
| 2016 | Késik a szüret                       | In Dubious Battle                  | Joy                        | Kőszegi Ákos         |
| 2016 | Kivétel és szabály                   | Rules Don't Apply                  | Mr. Bransford              | Epres Attila         |
| 2017 |                                      | A Crooked Somebody                 | Sam Vaughn                 |                      |
| 2017 | anyám!                               | Mother!                            | férfi                      | Epres Attila         |
| 2017 |                                      | Kodachrome                         | Ben                        |                      |
| 2017 | Űrvihar                              | Geostorm                           | Leonard Dekkom             | Epres Attila         |
| 2019 | Megkésett kitüntetés                 | The Last Full Measure              | Ray Mott                   | Kőszegi Ákos         |
| 2020 | Ellenállás                           | Resistance                         | George Patton              | Bartók László        |
| 2021 | Az elveszett lány                    | The Lost Daughter                  | Lyle                       | Epres Attila         |
| 2022 | Top Gun: Maverick                    | Top Gun: Maverick                  | ellentengernagy            | Epres Attila         |
| 2022 |                                      | Get Away If You Can                | Alan                       |                      |
| 2023 | Boldogság Owl városában              | Downtown Owl                       | Horace Jones               | Epres Attila         |
| 2024 | Kivérző szerelem                     | Love Lies Bleeding                 | Lou Sr.                    | Epres Attila         |
| 2024 |                                      | My Dead Friend Zoe                 | Dale                       |                      |
| 2024 |                                      | Riff Raff                          | Vincent                    |                      |
| 2025 |                                      | Long Day's Journey into Night      | James Tyrone               |                      |

### Televízió
| Év        | Magyar cím                        | Eredeti cím                      | Szerep                              | Megjegyzések                                                                       |
| --------- | --------------------------------- | -------------------------------- | ----------------------------------- | ---------------------------------------------------------------------------------- |
| 1976      |                                   | Gibbsville                       | Steve                               | 1 epizód                                                                           |
| 1977      |                                   | Delvecchio                       | Davey Bresnihan                     | 1 epizód                                                                           |
| 1977      | A lenyűgöző Howard Hughes         | The Amazing Howard Hughes        | Russ                                | tévéfilm                                                                           |
| 1978      | Rockford nyomoz                   | The Rockford Files               | Rudy Kempner                        | 1 epizód                                                                           |
| 1978      |                                   | David Cassidy: Man Undercover    | Ben                                 | 1 epizód                                                                           |
| 1979      |                                   | The Seekers                      | William Clark hadnagy               | minisorozat (1 epizód)                                                             |
| 1979      |                                   | Barnaby Jones                    | Glenn Morgan                        | 1 epizód                                                                           |
| 1979–1981 |                                   | Lou Grant                        | Ralph Cooper / Rick Reiner / Warren | 3 epizód                                                                           |
| 1980      |                                   | Paris                            | John Dantley                        | 1 epizód                                                                           |
| 1980      |                                   | The Aliens Are Coming            | Chuck Polcheck                      | tévéfilm                                                                           |
| 1981      |                                   | CHiPs                            | Lonny                               | 1 epizód                                                                           |
| 1981      |                                   | Hart to Hart                     | Arnold Harmon                       | 1 epizód                                                                           |
| 1984      |                                   | American Playhouse               | Jimmy Wing                          | 1 epizód                                                                           |
| 1987      | Az utolsó ártatlan ember          | The Last Innocent Man            | Harry Nash                          | - tévéfilm - magyar hangja: - Végvári Tamás - Epres Attila                         |
| 1992      | Válaszd a befutót!                | Running Mates                    | Hugh Hathaway                       | - tévéfilm - magyar hangja: - Szakácsi Sándor                                      |
| 1994      | Stephen King: Végítélet           | The Stand                        | William Starkey tábornok            | - minisorozat (1 epizód) - magyar hangja: - Mihályi Győző - Papp János             |
| 1995      | Frasier – A dumagép               | Frasier                          | Rob, betelefonáló (hangja)          | 1 epizód                                                                           |
| 1996      | Vadnyugati történet               | Riders of the Purple Sage        | Jim Lassiter                        | - tévéfilm - főszereplő és vezető producer - magyar hangja: - Csík Csaba Krisztián |
| 2005      | A múlt fogságában                 | Empire Falls                     | Miles Roby                          | - minisorozat (2 epizód) - magyar hangja: - Rékasi Károly                          |
| 2006      | Az örmény népirtás                | The Armenian Genocide            | Leslie Davis diplomata (hangja)     | dokumentumfilm                                                                     |
| 2012      | Versenyben az elnökségért         | Game Change                      | John McCain                         | - tévéfilm - magyar hangja: - Fazekas István                                       |
| 2016–2022 | Westworld                         | Westworld                        | A feketeruhás férfi                 | - főszereplő - magyar hangja: - Epres Attila                                       |
| 2020      |                                   | Impractical Jokers: Dinner Party | önmaga                              | 1 epizód                                                                           |
| 2024      | Wyatt Earp és a cowboyok háborúja | Wyatt Earp and the Cowboy War    | narrátor (hangja)                   | dokumentumsorozat (6 epizód)                                                       |